# Expectativa máxima de vida
A expectativa de vida máxima (ou, para humanos, a idade máxima de vida) é uma medida da quantidade máxima de tempo, que um ou mais membros, de uma população sobrevivem entre o nascimento e a morte . O termo também pode denotar uma estimativa da quantidade máxima de tempo que um membro de uma determinada espécie pode sobreviver entre o nascimento e a sua morte, desde que as circunstâncias sejam ideais para a longevidade deste ser.
A maioria das espécies vivas tem pelo menos um limite superior no número de vezes que as células de um membro podem se dividir. Isso é chamado de limite de Hayflick, embora o número de divisões celulares não controle estritamente o tempo de vida.

## Definição
Em estudos com animais, máxima extensão é muitas vezes considerado como sendo a expectativa de vida média dos mais longa vida de 10% de um determinado grupo. Por outro lado, a expectativa de vida máxima corresponde à idade em que o membro mais velho conhecido de uma espécie ou grupo experimental morreu. O cálculo da expectativa de vida máxima no último sentido depende do tamanho inicial da amostra.
A expectativa de vida média varia com a suscetibilidade a doenças, acidentes, suicídio e homicídio, enquanto a expectativa de vida máxima é determinada pela "taxa de envelhecimento". A longevidade refere-se apenas às características dos seres especialmente longevos de uma população, tais como enfermidades à medida que envelhecem ou compressão da morbidade, e não a expectativa de vida específica de um indivíduo.

## Em humanos
A pessoa com vida mais longa cujas datas de nascimento e morte foram verificadas de acordo com as normas modernas do Guinness World Records e do Grupo de Pesquisa em Gerontologia foi Jeanne Calment (1875–1997), uma mulher francesa que viveu até 122 anos. A redução da mortalidade infantil foi responsável pela maior parte do aumento da longevidade média da vida, mas desde a década de 1960 as taxas de mortalidade entre aqueles com mais de 80 anos diminuíram cerca de 1,5% ao ano. "O progresso que está sendo feito no prolongamento da expectativa de vida e no adiamento da senescência se deve inteiramente aos esforços médicos e de saúde pública, aumento dos padrões de vida, melhor educação, nutrição mais saudável e estilos de vida mais salubres."
Foi proposto que nenhum limite teórico fixo para a longevidade humana é aparente hoje. Estudos na biodemografia da longevidade humana indicam uma lei de desaceleração da mortalidade na velhice : que as taxas de mortalidade se estabilizam nas idades avançadas para um platô de mortalidade na velhice. Ou seja, não há limite superior fixo para a longevidade humana, ou expectativa de vida máxima fixa humana. Essa lei foi quantificada pela primeira vez em 1939, quando pesquisadores descobriram que a probabilidade de morte em idade avançada em um ano se aproxima de um limite de 44% para mulheres e 54% para homens.
Os cientistas observaram que o valor de VO 2 máximo de uma pessoa (uma medida do volume do fluxo de oxigênio para o músculo cardíaco) diminui em função da idade. Portanto, a expectativa de vida máxima de uma pessoa pode ser determinada calculando quando o valor de VO 2 máximo da pessoa cai abaixo da taxa metabólica basal necessária para manter a vida, que é de aproximadamente 3  ml por kg por minuto. om base nesta hipótese, seria esperado que atletas com um valor de VO 2 máx entre 50 e 60 aos 20 anos "vivessem de 100 a 125 anos, desde que mantivessem sua atividade física de modo que sua taxa de declínio em VO 2 max permaneceu constante ".
Variações longitudinais de índices fisiológicos, como hemograma completo (CBC), ao longo das trajetórias individuais de envelhecimento revelaram um aumento linear da faixa de flutuações do estado do organismo com a idade. O alargamento poderia ser explicado por uma perda progressiva da resiliência fisiológica medida pelos tempos de correlação inversa dos fatores sanguíneos individuais. A extrapolação desses dados sugeriu que o tempo de recuperação do estado do organismo e a variância divergiriam em um ponto crítico de 120-150 anos de idade, correspondendo a uma perda completa de resiliência e, portanto, deveriam ser incompatíveis com a sobrevivência. A criticidade que resulta no fim da vida é uma propriedade biológica intrínseca de um organismo que é independente de fatores de estresse e significa um limite fundamental ou absoluto da vida humana.

A expectativa de vida máxima média e comum aceita corresponde aos extremos da massa corporal (1, 2) e massa normalizada para a altura (3, 4) de homens (1, 3) e mulheres (2, 4).

Um estudo teórico sugere que a expectativa de vida humana máxima é de cerca de 125 anos, usando uma função exponencial alongada modificada para curvas de sobrevivência humana. A análise da dinâmica da massa corporal na população humana indica extremos, que correspondem à média (70–75 anos), o máximo comumente aceito (100–110 anos) e o máximo conhecido (140–160 anos) tempo de vida. Em outro estudo, os pesquisadores afirmaram que existe uma expectativa de vida máxima para os humanos e que a expectativa de vida máxima do ser humano está diminuindo desde a década de 1990. No entanto, um estudo teórico também sugeriu que a expectativa máxima de vida humana ao nascer é limitada pelo valor característico da vida humana δ, que está em torno de 104 anos.

## Em outros animais
Pequenos animais, como pássaros e esquilos, raramente vivem até o máximo de suas vidas, geralmente morrendo de acidentes, doenças ou predação .
A expectativa de vida máxima é geralmente mais longa para espécies que são maiores ou têm defesas eficazes contra a predação, como o voo de pássaros, defesas químicas ou que vivem em grupos sociais.
As diferenças na expectativa de vida entre as espécies demonstram o papel da genética na determinação da expectativa de vida máxima ("taxa de envelhecimento"). Os registros (em anos) são estes:
- para ratos domésticos comuns, 4[16]
- para rato marrom, 3,8[17]
- para cães, 29 (ver lista de cães mais velhos ) [18]
- para gatos, 38 (ver lista dos gatos mais velhos ) [19]
- para ursos polares, 42[20] ( Debby )
- para cavalos, 62[21]
- para elefantes asiáticos, 86[22]

Os vertebrados de vida mais longa têm sido descritos como
- Papagaios grandes (araras e cacatuas podem viver até 80-100 anos em cativeiro)
- Koi (uma espécie de peixe japonesa, supostamente vivendo até 200 anos, embora geralmente não exceda 50 - um espécime chamado Hanako tinha 226 anos após sua morte) [23][24]
- Tartarugas ( tartaruga de Galápagos ) (190 anos) [25]
- Tuataras (uma espécie de réptil da Nova Zelândia, mais de 100–200 anos[26] )
- Acredita-se que enguias, a chamada Brantevik Eel (sueco: Branteviksålen), viveu em um poço de água no sul da Suécia desde 1859, o que a torna com mais de 150 anos.[27] Foi relatado que ele morreu em agosto de 2014 com 155 anos de idade.[28]
- Baleias ( baleia-da-índia ) ( Balaena mysticetus por cerca de 200 anos) Embora essa ideia não tenha sido comprovada por um tempo, pesquisas recentes indicaram que as baleias-da-china recentemente mortas ainda tinham arpões em seus corpos por volta de 1890,[29] que, junto com a análise de aminoácidos ácidos, indicou uma expectativa de vida máxima, declarada como "a cabeça de arco de 211 anos poderia ter 177 a 245 anos".[30][31][32]
- Os tubarões da Groenlândia são atualmente as espécies de vertebrados com a maior longevidade conhecida.[33] Um exame de 28 espécimes em um estudo publicado em 2016 determinou por datação por radiocarbono que o mais velho dos animais que eles amostraram viveu por cerca de 392 ± 120 anos (um mínimo de 272 anos e um máximo de 512 anos). Os autores concluíram ainda que a espécie atinge a maturidade sexual por volta dos 150 anos de idade.

As espécies de invertebrados que continuam a crescer enquanto vivem (por exemplo, alguns moluscos, algumas espécies de corais) podem ocasionalmente viver centenas de anos:
- Um molusco bivalve ( Arctica islandica ) (também conhecido como " Ming ", viveu 507 anos.[34][35] )

### Exceções
- Algumas espécies de medusas, incluindo Turritopsis dohrnii, Laodicea undulata, são capazes de reverter para o estágio de pólipo mesmo após a reprodução (o chamado ciclo de vida reversível), em vez de morrer como em outras águas-vivas . Consequentemente, essas espécies são consideradas biologicamente imortais e não têm vida útil máxima.[36]
- Pode não haver limite natural para a expectativa de vida da Hydra, mas ainda não está claro como estimar a idade de um espécime.
- Os platelmintos, ou platelmintos, são conhecidos por serem "quase imortais" por apresentarem grande capacidade de regeneração, crescimento contínuo e divisão celular do tipo fissão binária .[37]
- Às vezes, diz-se que as lagostas são biologicamente imortais porque não parecem diminuir a velocidade, enfraquecer ou perder a fertilidade com a idade. No entanto, devido à energia necessária para a muda, eles não podem viver indefinidamente.[38]
- Tardígrados podem viver indefinidamente em um estado de animação suspensa, estado em que entram quando não estão hidratados. Nesse estado, eles podem suportar um número extremamente grande de pressões ambientais, incluindo intensa radioatividade e calor, e serem enviados para o espaço. Apesar disso, eles só conseguem viver em estado hidratado por alguns meses.[39]

## Em plantas
As plantas são referidas como anuais as que vivem apenas um ano, bienais que vivem dois anos, e perenes que vivem mais do que isso.
As plantas perenes de vida mais longa, plantas com caule lenhoso, como árvores e arbustos, frequentemente vivem por centenas e até milhares de anos (pode-se questionar se podem ou não morrer de velhice). Uma sequóia gigante, o General Sherman está vivo e bem em seu terceiro milênio. Um pinheiro bristlecone da Grande Bacia chamado Matusalém tem 4.848 anos (em 2017) e o pinheiro bristlecone chamado Prometeu era um pouco mais velho ainda, pelo menos 4.844 anos (e possivelmente tão velho quanto 5.000 anos), quando foi cortado em 1964.
A planta mais antiga conhecida (possivelmente a coisa viva mais velha) é uma colônia clonal de Aspen (Populus tremuloides  na Floresta Nacional Fishlake, no estado de Utah, Estados Unidos, chamada Pando por volta de 80.000 anos. O líquen, uma alga simbiótica e uma protoplanta fúngica, como Rhizocarponographicum, pode viver mais de 10.000 anos.

## Dados de pesquisa
- Uma comparação das mitocôndrias cardíacas em ratos (expectativa de vida máxima de 7 anos) e pombos (expectativa de vida máxima de 35 anos) mostrou que as mitocôndrias de pombo vazam menos radicais livres do que as mitocôndrias de rato, apesar do fato de que ambos os animais têm taxa metabólica semelhante e débito cardíaco[40]
- Para mamíferos, há uma relação direta entre a saturação de ácidos graxos da membrana mitocondrial e a expectativa de vida máxima[41]
- Estudos dos lipídios do fígado de mamíferos e de um pássaro (pombo) mostram uma relação inversa entre a expectativa de vida máxima e o número de ligações duplas[42]
- Espécies selecionadas de pássaros e mamíferos mostram uma relação inversa entre a taxa de mudança dos telômeros (encurtamento) e a expectativa de vida máxima[43]
- A expectativa de vida máxima se correlaciona negativamente com os níveis de enzimas antioxidantes e produção de radicais livres e positivamente com a taxa de reparo do DNA[44]
- As fêmeas de mamíferos expressam mais enzimas antioxidantes Mn-SOD e glutationa peroxidase do que os machos. Isso foi hipotetizado como o motivo de eles viverem mais[45] No entanto, camundongos totalmente desprovidos de glutationa peroxidase   1 não mostra uma redução na expectativa de vida.
- O tempo de vida máximo de camundongos transgênicos foi estendido em cerca de 20% pela  catalase humana direcionada à mitocôndria[46]
- Uma comparação de 7 mamíferos não primatas (camundongo, hamster, rato, porquinho-da-índia, coelho, porco e vaca) mostrou que a taxa de superóxido mitocondrial e a produção de peróxido de hidrogênio no coração e rim estavam inversamente correlacionados com a expectativa de vida máxima[47]
- Um estudo de 8 mamíferos não primatas mostrou uma correlação inversa entre a expectativa de vida máxima e o dano oxidativo ao mtDNA ( DNA mitocondrial ) no coração e no cérebro[48]
- Um estudo de várias espécies de mamíferos e um pássaro (pombo) indicou uma relação linear entre o dano oxidativo à proteína e a expectativa de vida máxima[49]
- Há uma correlação direta entre o reparo do DNA e a expectativa de vida máxima para as espécies de mamíferos[50]
- Drosophila (moscas-das-frutas) criada por 15   gerações usando apenas ovos que foram postos no final da vida reprodutiva alcançaram expectativa de vida máxima 30% maior do que a dos controles[51]
- A super expressão da enzima que sintetiza a glutationa em Drosophila transgênica de longa duração (moscas-das-frutas) estendeu a expectativa de vida máxima em quase 50% [52][53]
- A capacidade das espécies de mamíferos de desintoxicar o químico cancerígeno benzo (a) pireno em uma forma solúvel em água também se correlaciona bem com a expectativa de vida máxima.[54]
- A indução de curto prazo do estresse oxidativo devido à restrição calórica aumenta a expectativa de vida em Caenorhabditis elegans ao promover a defesa do estresse, especificamente induzindo uma enzima chamada catalase. Como mostrado por Michael Ristow e colegas de trabalho, os antioxidantes nutritivos abolem completamente essa extensão da expectativa de vida ao inibir um processo chamado mitorrmese .[55]